# Cừu Hành Vương
Kim Quan Già Da Nhượng Vương, hay còn gọi là Cừu Hợi (trị vì 521-532) là vị vua thứ 10 và cuối cùng của Kim Quan Già Da, một thành bang của liên minh Già Da thuộc Triều Tiên cổ đại. Ông là con trai của Kiềm Tri Vương và Thục phu nhân. Ông kết hôn với phu nhân Quế Hoa (Gyehwa), người là con gái của suijil Bunjil. Theo Tam quốc di sự, điều này xảy ra vào năm 520 hoặc 490 sau ngày thành bang được Thủ Lộ Vương thành lập theo truyền thuyết. Ông có ba người con trai, mỗi người trong họ về sau trở thành gakgan, hay tướng quân: Sejong, Mudo và Muduk.
Đối mặt với một cuộc tấn công của Tân La thời Pháp Hưng Vương (Beopheung), Cừu Hành Vương đã lựa chọn đầu hàng và đưa gia đình cùng của cải châu báu đến Tân La. Ông và gia đình được xếp vào hàng cao thứ hai trong chế độ cốt phẩm của Tân La là "chân cốt" và bản thân ông được xếp hạng Thượng đại đẳng (Sangdaedeung), và cho phép giữ lãnh thổ trước đây. 